# Žárová
Část Žárová (dříve Nová Ves, německy Neudorf Wies) je administrativní součástí lázeňské obce Velké Losiny (okres Šumperk). Rozkládá se v zaříznutém údolí přítoku Račinky na jižním úpatí Žárovce (793 m), severozápadně centra Velkých Losin. Je známá především svým dřevěným roubeným kostelem svatého Martina. V Žárové se chovají krávy i koně.
Součástí Žárové je i osada Horní Bohdíkov (dříve Německý Bohdíkov), v níž se nachází kaple svaté Anny a osada Prameny (dříve Štolnava).

## Historie
Žárová byla založena před rokem 1355, kdy toho roku je zmínka o získání výsad žárovského dědičného rychtáře. Žárová a Horní Bohdíkov jsou roku 1414 - 1431 jmenovány v šumperském městském registru. Podle losinského urbáře měla ves roku 1577 14 usedlostí a roku 1591 již 23 usedlostí.
Roku 1610 byl majitelem losinského panství Janem Jetřichem ze Žerotína vystaven dřevěný kostel sv. Martina. V roce 1677 byl rychtářem Jan Frydrych a vesnice má jen 19 usedlíků s 452 měřicemi polí.
V roce 1739 má Žárová 35 domů, roku 1793 již 49 domů a roku 1839 žilo v Žárové 363 obyvatel v 55 domech.

## Kulturní památky
V katastru obce jsou evidovány tyto kulturní památky:
- Kostel sv. Martina – roubený jednolodní kostel z roku 1611; k areálu patří dále:
  - náhrobek (na hřbitově) – kamenická práce z počátku 19. století, v současné době opřen o zeď